# Zukići (Kalesija, BiH)
Zukići su naseljeno mjesto u sastavu općine Kalesija, FBiH

## Stanovništvo
| Zukići             |       |
| godina popisa      | 1991. |
| Srbi               |       |
| Muslimani          | 291   |
| Hrvati             |       |
| Jugoslaveni        |       |
| ostali i nepoznato | 1     |
| ukupno             | 292   |